# Assionico
Assionico (in greco antico: Ἀξιόνικος?, Axiónikos; fl. IV secolo a.C.) è stato un commediografo greco antico, esponente della commedia di mezzo.
Non sappiamo nulla della sua vita. Della sua produzione ci restano pochi frammenti e quattro titoli:
- Χαλκιδικός o Χαλκίς, Il Calcidese
- Τυρρηνός, L'Etrusco
- Φιλευριπίδης, Il fanatico di Euripide
- Φίλιννα, Filinna.

Dai frammenti e dai titoli conservati si può evincere che le sue commedie dovevano contenere spesso parodie del mito e della tragedia.

## Edizione dei frammenti
- R. Kassel, C. Austin, Poetae Comici Graeci, Berlin-New York, de Gruyter, 1983-, vol. IV, pp. 20-27.